# Ред и закон: Одељење за специјалнe жртве (13. сезона)
Тринаеста сезона серије Ред и закон: Одељење за специјалне жртве је премијерно емитована на каналу НБЦ од 21. септембра 2011. године до 23. маја 2012. године и броји 23 епизоде. Серије Ред и закон: Лос Анђелес и Ред и закон: Злочиначке намере су завршиле у јулу и јуну 2011. године тако да је ова сезона серије Ред и закон: Одељење за специјалне жртве била прва која се емитовала без било ког другог огранка серије Ред и закон, а тако је остало до деветнаесте сезоне када је премијерно приказана серија Ред и закон: Истинити злочин.
Тринаеста сезона се бавила одласком детектива Елиота Стаблера (Кристофер Мелони) из Одељења за специјалне жртве након пуцњаве у просторијама одељења. Сем тога, Ворен Лајт, који је дошао из недавно завршене серије Ред и закон: Злочиначке намере, постао је извршни продуцент и директор серије заменивши Нила Бира који је почео да ради на здравственој драми ЦБС-а.

## Продукција
Ворен Лајт је заменио Нила Бира на месту директора серије након што се Бир преселио у "CBS Television Studios". Извршни директор НБЦ-а Роберт Гринблат рекао је да мрежа планира да „ресетује тон“ серије, али да ће приче „и даље бити убедљиве, али мало утемељеније“. Снимање је почело у јулу 2011. године, а прве три епизоде су завршене средином августа. Снимање је настављено у остатку сезоне након Празника рада (5. септембар 2011. године). Директор избора глумаца Џонатан Страус такође је преузео посао копродуцента серије, а његово унапређење је описано као редак потез у телевизијској индустрији. Страус је рекао за часопис Холивудски извештач: „NBCUniversal и Wolf Films су ми пружили ову јединствену прилику, и то на телевизији, прилично без преседана, да будем и као директор избора глумаца и копродуцент ОСЖ-а“.
Тринаеста сезона је била последња година Теда Кочева који је био извршни продуцент серије. Он је у изјави навео да су одласци Кристофера Мелонија и Нила Бира били првенствени чиниоци у његовој одлуци да оде. Такође је сматрао да ће велика промена сценариста и продукције помоћи да серија остане свежа рекавши: „Слушајте, дванаест и по година. То је довољно. Нека неки нови сценариста ког доводите има празну страницу да би могли поново да стварате серију и унесете нешто ново у њу."

## Глумачка постава
ТВЛајн је 14. маја 2011. известио да ће се Мариска Харгитај вратити у тринаесту сезону док Кристофер Мелони још није закључио уговор. Први извештаји су указивали на то да ће се појавити само у првих 13 епизода, а затим ће њен лик бити унапређен на положај надређеног и да ће је неки нови детектив заменити, међутим, председник НБЦ-а Боб Гринблат је касније тог августа појаснио да ће она бити у свакој епизоди сезоне. НБЦ је разматрао да Џенифер Лав Хјуит замени Харгитејеву. Гринблат је касније рекао за ТВЛајн: „Џенифер Лав је неко око кога смо кружили, али не знам да ли ће се то уопште десити“. Касније је објављено да Џенифер Лав Хјуит неће доћи у серију.
Мелонијеви преговори о уговору су пропали, а 24. маја 2011. ТВЛајн је известио да ће напустити серију. Мариска Харгитај је рекла да ме је „подстрекивао сваког дана својим достојанством, својим изузетним даром и посвећеношћу истини. Јако га волим и страшно ће ми недостајати — тако сам узбуђена што ћу видети шта ће следеће урадити." Дана 1. августа 2011. Гринблат је потврдио да Мелонијев лик неће бити убијен. Дана 10. јуна 2011. године, колега Ајс Ти је обновио уговор на још две сезоне (сезоне 13 и 14). Кејт Ворд из часописа Недељна забава сматрала је да је колега из главне поставе Ајс Ти требало да замени Мелонија, а не да се тражи нови члан главне поставе. Глумци Дени Пино, Кевин Алехандро, Дејвид Конрад, Мајкл Рејмонд-Џејмс, а касније и Рис Коиро тестирани су 21. јуна поред Харгитејеве као замена за Мелонија. НБЦ и творац Дик Волф циљали су на млађег глумца док су покушавали да продуже животни век серије за још неколико година. Дана 27. јуна 2011. НБЦ је објавио да ће Кели Гидиш и Дени Пино бити доведени у редове нове серије.
Стефани Марч и Дајен Нил вратиле су се у ОСЖ у својим улогама помоћника окружног тужиоца Александре Кабот и Кејси Новак на „неодређени број епизода“. Нилова је за ТВ Водич рекла: „Вратити се на оно што је првобитни ОСЖ требало да буде, а то је о сексуалним деликтима и деликтима над децом, има више суштаст осећај.“ Она каже да враћање ње и Стефани Марч омогућава гледаоцима да се упознају сада када је члан изворне главне поставее Крис Мелони отишао. „Мислим да би требало да нас заједно ставе у судницу!“ каже она за Марчову.
Дана 17. јула 2011. године током емитовања неколико епизода ОСЖ-а заредом на "USA Network" посвећеном његовом лику, Б. Д. Вонг је на Твитеру објавио свој одлазак из главне поставе. Као одговор на твит о стању његовог лика у 13. сезони, написао је: "Заправо се не враћам у 13. сезону, прелазим у Пробудите се. Сјајно је!". Вонг је додао: „Не знам да ли ћу се и када вратити [у ОСЖ]! Било је невероватно имати сјајан посао 11 година и бити прави глумац из Њујорка.“ Вонг је поново тумачио своју улогу у епизоди „Драги тата“ која је емитована 2. маја 2012. 
Тамара Тјуни је пребачена из главне поставе у "посебну гошћу".

## Улоге

### Главне
- Мариска Харгитеј као Оливија Бенсон
- Дени Пино као Ник Амаро
- Кели Гидиш као Аманда Ролинс
- Ричард Белзер као Џон Манч
- Ајс Ти као Фин Тутуола
- Ден Флорек као Дон Крејген

### Епизодне
- Стефани Марч као ПОТ Александра Кабот (Епизоде 1-2, 7, 9-11, 21)
- Б. Д. Вонг као др. Џорџ Хуанг (Епизода 20)
- Дајен Нил као ПОТ Кејси Новак (Епизоде 3-5, 18)
- Тамара Тјуни као др. Мелинда Ворнер (Епизоде 1-2, 5-7, 9, 15, 22-23)

## Епизоде
| Бр. у серији | Бр. у сезони | Наслов                   | Редитељ           | Сценариста                                                                    | Премијерно емитовање | Прод. код | Гледаоци у САД (милиони) |
| --- | ------------ | ------------------------ | ----------------- | ----------------------------------------------------------------------------- | -------------------- | --------- | ------------------------ |
| 273 | 1            | "Спржена земља"          | Мајкл Словис      | Дејвид Метјус                                                                 | 21. септембар 2011.  | 1301      | 7.63                     |
| Детективи Одељења за специјалне жртве позвани су на лице места када је собарица хотела пријавила да ју је напао италијански дипломата. Шеф бироа ПОТ-а Катер и ПОТ Кабот воде случај високог профила који брзо постаје сложенији како се поузданост собарице јавно довеа у питање. Детективка Аманда Ролинс придружује се ОСЖ-у Менхетна из Атланте, а детектив Бенсон се бори са последицама пуцњаве у станици. |              |                          |                   |                                                                               |                      |           |                          |
| 274 | 2            | "Лична грешка"           | Џим Мекеј         | Брајан Голубов                                                                | 28. септембар 2011.  | 1302      | 7.24                     |
| Будући да су бивши студенти дугогодишњег тренера увели у Метро кошаркашку кућу славних, бивши играч оптужује тренера да га је сексуално злостављао као дете. Детектив 2. разреда Ник Амаро прелази у ОСЖ из Одељења за наркотике и добија случај. Детективи разговарају са бившим играчима, али нико не признаје да је злостављан што приморава детективе Бенсонову и Тутуолу да копају дубље по тренеровом најуспешнијем и грчу и његовом менаџеру. |              |                          |                   |                                                                               |                      |           |                          |
| 275 | 3            | "Рођена браћа"           | Том ДиСило        | Ворен Лајт и Џули Мартин                                                      | 5. октобар 2011.     | 1303      | 7.98                     |
| Када је трудна тринаестогодишњакиња одбила да идентификује оца своје бебе, Бенсонова и екипа ОСЖ-а раде на утврђивању да ли је силована. Њихова истрага доводи до политичког пара високог профила и сина њихове кућна помоћнице. Детективи откривају много више него што су очекивали када се открила породична тајна, а један члан породице нестао. |              |                          |                   |                                                                               |                      |           |                          |
| 276 | 4            | "Двоструки праменови"    | Фред Бернер       | Џон П. Рох                                                                    | 12. октобар 2011.    | 1304      | 7.34                     |
| Плесачицу је пратио кући и силовао човек са препознатљивом тетоважом, а појединости напада подсећају Ролинсову на низног силоватеља којег је пратила код куће. Детективи хапсе свог главног осумњиченог, породичног човека који тврди да је невин, али његов опис и ДНК одговарају овом нападу и низу силовања у више држава које је Ролинсова истраживала. Иако докази подржавају хапшење и ПОТ Новакова настоји да затвори случај, Бенсонова и Амаро копају по човековој прошлости и почињу да верују у његову причу. |              |                          |                   |                                                                               |                      |           |                          |
| 277 | 5            | "Делићи који фале"       | Питер Лето        | Џули Мартин и Ворен Лајт                                                      | 19. октобар 2011.    | 1305      | 7.66                     |
| Амаро је позван на случај пошто је провео време са својом ћерком Заром јер жена у посети из Буфала тврди да су јој кола украдена, а беба још увек закопчана на задњем седишту. Бенсонова и Амаро добијају још података од забринуте мајке и њеног дечка у испостави док Тутуола и Ролинсова прате њихов пут од Буфала у потрази за траговима. Када се приче родитеља не поклапају, детективи морају да открију шта се заиста догодило несталој беби, а истина све изненађује. |              |                          |                   |                                                                               |                      |           |                          |
| 278 | 6            | "Прави верници"          | Куртни Хант       | Pобин Вајт                                                                    | 2. новембар 2011.    | 1306      | 7.10                     |
| Младу студенткињу музике силовао је под претњом пиштоља у сопственом стану млади растурач дроге. Уз њену помоћ, ОСЖ врши брзо хапшење. Катер преузима тужбу када је откривено да је бранилац истакнути заступник Бајард Елис. Док Елис ради на поткопавању рада полиције и нарушавању поузданости жртве, Катер тера детективе да заузму став како би доказали да имају нешто више од случаја рекла-казала. |              |                          |                   |                                                                               |                      |           |                          |
| 279 | 7            | "Руске невесте"          | Алекс Чепл        | Брајан Голубов                                                                | 9. новембар 2011.    | 1307      | 6.70                     |
| Када је млада жена пронађена свирепо убијена, детективи ОСЖ-а користе њене препознатљиве тетоваже да би је препознали као недавно верену руску невесту по поруџбини. Након испитивања њеног избезумљеног вереника, они откривају да је отета и држана за откуп у ноћи њихове веридбе. Док детективи прате новац до смртоносне преваре уцењивања коју води руска мафија, капетан Крејген проналази другу невесту и иде на тајни задатак као тужни и усамљени просац да намами убицу. |              |                          |                   |                                                                               |                      |           |                          |
| 280 | 8            | "Нагађање"               | Артур В. Форни    | Џудит Мекрери                                                                 | 16. новембар 2011.   | 1308      | 7.33                     |
| Човек у притвору у психијатријској болници тврди да је био сведок силовања у соби за одмор. Упркос пољуљаној поузданости сведока, ОСЖ започиње истрагу, али наводна жртва пориче да је нападнута. Бенсонова и Ролинсова се боре да саставе шта се заиста догодило овој младој жени, посебно када су њена тетка и мајка рекле да је више пута била на психијатрији и да је у прошлости говорила да је силована. Детективи на крају сазнају да породица крије мрачну тајну. |              |                          |                   |                                                                               |                      |           |                          |
| 281 | 9            | "Изгубљени путник"       | Џин де Сегонзек   | Џули Мартин и Дејвид Метјус                                                   | 30. новембар 2011.   | 1309      | 9.90                     |
| Циганче је нестало на путу кући из школе. Бенсонова и Амаро разговарају са избезумљеним родитељима који немају поверења у полицију. Почетна истрага доводи Тутуолу и Ролинсову до моћног вође ромске заједнице, али он пориче било какву умешаност. Породица се нада да ће њихов син бити пронађен, посебно када је откривено да је његов мобилни телефон и даље активан. Када су Катер и Каботова запретили да ће затворити новинара који се повезао са моћним браниоцем, детективи сужавају скупину осумњичених на суседа се психичким сметњама. |              |                          |                   |                                                                               |                      |           |                          |
| 282 | 10           | "Вир"                    | Алекс Чепл        | Џон П. Рох и Ворен Лајт                                                       | 7. децембар 2011.    | 1310      | 7.03                     |
| Војни колега Амарове жене пријавио је нестанак своје четрнаестогодишње ћерке. Детективи проналазе девојку како ради као проститутка под поседнутим макроом. Убрзо су покренули операцију да заробе Џонса због оптужби за силовање малолетне особе и ухапсе остарелог професионалног бека. Каботова покушава да направи пример од фудбалске легенде, али Бенсонова позива заступника Бајарда Елиса у помоћ након што јој је супруга рекла за оштећење мозга које је последица његових повреда на терену. |              |                          |                   |                                                                               |                      |           |                          |
| 283 | 11           | "Позоришне форе"         | Константин Макрис | Синопсис: Меригрејс О’Шеј Сценарио: Меригрејс О’Шеј, Џули Мартин и Ворен Лајт | 11. јануар 2012.     | 1311      | 8.40                     |
| Глумица у интерактивној позоришној продукцији је силована на позорници док је пблика мислила да је то део представе. Детективи ОСЖ-а су запали у ћорсокак у својој истрази када су сазнали да је страствени редитељ представе дао публици, међу којом је биои и нападача, маске да носе током наступа. Ролинсова и Тутуола проналазе опседнутог обожаваоца младе глумице који је снимио напад док ју је уходио што доводи Бенсонову и Амара до угледног судије суда за разводе. Како је судији углед на коцки, а Каботова оклева да га оптужи, екипа ОСЖ-а истражује подножје њујоршког позоришног света да би открила ко је заиста осмислио јавни напад. |              |                          |                   |                                                                               |                      |           |                          |
| 284 | 12           | "Званична прича"         | Мајкл Смит        | Питер Блонер                                                                  | 18. јануар 2012.     | 1312      | 6.42                     |
| Извршни директор приватног војног извођача суочава се са демонстрантима "Окупирајмо Волстрит" и касније је пронађен дрогиран и сексуално нападнут у парку. Бенсонова и Амаро започињу истрагу, али откривају да жртва не жели да сарађује. Много већи злочин и завера у Ираку су разоткривени када су екипа ОСЖ-а и нови извршни ПОТ Дејвид Хејден открили да је напад био освета од оца коме је силована ћерка. У међувремену, Бенсонова почиње да развија осећања према Хејдену док раде на случају. |              |                          |                   |                                                                               |                      |           |                          |
| 285 | 13           | "Очева сенка"            | Џин де Сегонзек   | Џули Мартин и Ворен Лајт                                                      | 8. фебруар 2012.     | 1313      | 6.55                     |
| Амбициозна глумица пронађена је без свести у Централном парку дрогирана и са траговима повреде полног органа. Бенсонова и Амаро посећују продуцента ријалити програма код кога је била на аудицији непосредно пре напада и спречавају га да нападне другу глумицу на каучу за избор глумаца. Детективи хапсе продуцента, а Катер брзо подиже тужбу, али стање постаје опасно када је његов избезумљени син предузео драстичне мере како би извукао оца из затвора. |              |                          |                   |                                                                               |                      |           |                          |
| 286 | 14           | "Провале"                | Џим Мекеј         | Брајан Голубов                                                                | 15. фебруар 2012.    | 1314      | 5.90                     |
| Наоружани нападач упао је у породичну кућу, побио родитеље и оставио њихову ћерку у пубертету у преломном стању. Када се истрага злочина из мржње претворила у ћорсокак, детективи ОСЖ-а се боре да пронађу побуду за такво насиље. Од породичних познаника, једини који има кривични досије је брат њихове кућне помоћнице. Трагови доводе до изненађујућег открића о Ролинсовој што угрожава њену будућност у Одељењу за специјалне жртве. |              |                          |                   |                                                                               |                      |           |                          |
| 287 | 15           | "Ловиште"                | Џонатан Каплан    | Синопис: Дејвид Матјус и Џон П. Рох Сценарио: Џон П. Рох и Ворен Лајт         | 22. фебруар 2012.    | 1315      | 5.99                     |
| Романтични викенд Бенсонове и Хејдена прекидају вести да је малолетна проститутка нестала. Док детективи ОСЖ-а копају по њеном нестанку, проналазе образац неколико несталих девојака за пословну пратњу за које су постављени огласи на интернет-страници познатх новина. Од једне од ретких жртава које су побегле, одред сазнаје да убица лови своје жртве у уточишту за птице. Граница између Бенсониног и Хејденовог личног и пословног живота почиње да се замагљује док се екипа трка са временом да пронађе девојку пре него што буде прекасно. |              |                          |                   |                                                                               |                      |           |                          |
| 288 | 16           | "Добробит детета"        | Холи Дејл         | Синопсис: Питер Блонер и Џули Мартин Сценарио: Ворен Лајт                     | 29. фебруар 2012.    | 1316      | 5.42                     |
| Бенсонин полубрат Сајмон Марсден појавио се у Њовом Јорку после пет година и каже да Служба за социјални рад прети да ће му одузети децу. Бенсонова тражи од заступника Бајарда Елиса да заступа њеног брата, али се наизглед једноставан случај претворио у катастрофу за Елиса и његову странку. Док Оливија покушава да избалансира свој лични живот, одељење долази до случаја у којем је пар бескућника пронашао новорођенче напуштено у близини болнице. Манч, Тутуола, Амаро и Ролинсова прате доказе до потресног открића: један паротима жене и затвара их како би могле да рађају девојчице, а дечаке остављају. |              |                          |                   |                                                                               |                      |           |                          |
| 289 | 17           | "Ускраћена правда"       | Мајкл Словис      | Синопсис: Стјуарт Фелдман Сценарио: Стјуарт Фелдман и Ворен Лајт              | 11. април 2012.      | 1318      | 5.57                     |
| Жртва силовања је доведена у болницу након мучних сати дугог искушења, а Бенсонова препознаје МО осумњиченог из случаја који је решила пре осам година. Осумњичени у затвору признао је Бенсоновој након тешког испитивања 2004. године, али је тврдио да је невин још од када је осуђен. ОСЖ је принуђен да поново отвори Бенсонин стари случај како би утврдио да ли се ради о имитатору или о случају незаконитог затварања. Поновни разговор са бившом жртвом открива да ју је можда неко други силовао што је довело до тога да Бенсонин детективски рад буде оспорен и испитан. Оливијин лични однос са Хејденом такође је доведен у опасност када се Бајард Елис умешао у случај.                                                                                            |              |                          |                   |                                                                               |                      |           |                          |
| 290 | 18           | "Дан забубљених"         | Питер Лето        | Џули Мартин и Ворен Лајт                                                      | 18. април 2012.      | 1317      | 5.95                     |
| Истрага силовања је покренута када је муж видео како је његова жена Кристин нападнута током видео ћаскања. Отмичари захтевају откуп, а Бенсонова, Амаро, Ролинсова и Тутуола су били у заседи када је нестала домаћица стигла да покупи новац. Она махнито прича детективима о свом искушењу, али Бенсонова постаје сумњичава према њеној причи и убрзо постаје јасно да је она преваранткиња. Када је случај доспео на суд, Новакова се налази у поступку против мало вероватног осумњиченог. У међувремену, Амаро почиње да мисли да га жена лаже о свом личном животу. |              |                          |                   |                                                                               |                      |           |                          |
| 291 | 19           | "Улична освета"          | Артур В. Форни    | Синопсис: Дејвид Метјус Сценарио: Џули Мартин и Дејвид Метјус                 | 25. април 2012.      | 1320      | 6.56                     |
| Низ силовања у Западном Соху посдтрекао је скупину осветника да се организују против злочина у крају и полиције Њујорка. Док један извештач користи сваку прилику да јавно критикује напоре полиције, екипа се бори да пронађе траг у случају све док једна од осветница није нападнута, а други тврди да је заљубљен у њу. Док се Крејген и Бенсонова боре за контролу над истрагом, Амаро је скренуо са пута због везе своје жене са човеком из њене јединице у Ираку. |              |                          |                   |                                                                               |                      |           |                          |
| 292 | 20           | "Најбољи тата на свету"  | Роузмери Родригез | Синопсис: Џон П. Рох Сценарио: Џон П. Рох и Ворен Лајт                        | 2. мај 2012.         | 1321      | 6.62                     |
| Бенсонова и Амаро истражују нестанак једне девојке Кејт Ејвери пошто је њен млађи брат назвао 911. Док Тутуола и Ролинсова разматрају могућу отмицу, они откривају да је девојчица тражила свог биолошког оца, анонимног даваоца сперме. Истрага добија запањујући обрт када се открило да осумњичени циља неколико младих, рањивих девојака, све са истом личном везом. Доктор Хуанг који се вратио мора да се удуби у прошлост осумњиченог да би спасио друге жене у сличним стањима. |              |                          |                   |                                                                               |                      |           |                          |
| 293 | 21           | "Крива учења"            | Џонатан Херон     | Синопсис: Робин Вит Сценарио': Ворен Лајт и Џули Мартин                       | 9. мај 2012.         | 1319      | 5.90                     |
| Док Тутуолин син Кен тражи Манчову помоћ да каже свом оцу да се жени, његовог вереника свирепо је напала месна улична багра. Он постаје последњи у низу недавних злочина из мржње против педера, а пре него што је ОСЖ стигао да ухапси, један наставник је на сличан начин измрцварен иако се не уклапа у образац. Док детективи траже везу, сазнају да је отпуштен из елитне приватне школе због неприкладног односа са једним учеником. Покушавајући да помогну Каботовој да изнесе свој аргумент, они брзо схватају да се чињенице не поклапају и да би једна наставница могла да открије шта се заиста догодило. |              |                          |                   |                                                                               |                      |           |                          |
| 294 | 22           | "Чудна лепота"           | Алекс Чепл        | Питер Блонер и Робин Вит                                                      | 16. мај 2012.        | 1322      | 5.56                     |
| Док није била на дужности, Ролинсова је приметила једну младу жену како вришти у задњем делу таксија у покрету. Одељење брзо препознаје жртву као бунтовну пубертетлијку отуђену од своје породице и која експериментише у свету тетоважа и самоповређивања. Случај добија неочекивани преокрет када је др. Ворнер детективима дала стручно одсечену ногу што подсећа на сличан налаз у старом нерешеном случају. Детективи су увучени у психолошке елементе самоповређивања и обредна уклањања делова тела док истражују два брата и њиховог познаника без једне ноге како би повезали случајеве и пронашли несталу жену. |              |                          |                   |                                                                               |                      |           |                          |
| 295 | 23           | "Ноћи родијума (1. део)" | Ноберто Барба     | Ворен Лајт и Џули Мартин                                                      | 23. мај 2012.        | 1323      | 7.16                     |
| Малолетна девојка која ради као пословна пратња пронађена је мртва на дивљој момачкој вечери, а Крејген упозорава своју екипу да дискретно истражује јер је на месту догађаја било неколико људи високог профила. У својим напорима да испитају познатог вођу у њујоршком свету пословне пратње Барта Ганзела, Бенсонова и Амаро сусрећу бившег детектива ОСЖ-а Брајана Кесидија који је био на тајном задатку. Уз његову помоћ, детективи копају улазе у жестоку борбу за моћ између Ганзеловог посла са пословном пратњом и Дилије Вилсон. У међувремену, Амаров ионако климав брак је доведен у под знак питања јер је једна курва почела да му се набацује. Пре него што је случај пун саставног мићења решен, потресан догађај прети да уништи живот једног члана екипе ОСЖ-а. |              |                          |                   |                                                                               |                      |           |                          |